# Девлет II Ґерай
Девлет II Ґерай (1648—1718) — кримський хан у 1699–1702, 1709–1713 рр. з династії Ґераїв, займав престол між двома правліннями Селіма I Ґерая та Каплана I Ґерая. Старший син Селіма I Ґерая.
Селім I Ґерай, після своєї відставки в 1699 р. рекомендував Девлета II Ґерая на ханську посаду і той був затверджений в званні хана.

## Перше правління
Правління Девлета II проходило в непростих умовах. На самому початку царювання він зіткнувся з конфліктом, що розгорівся між його братами за пости калги і нуреддина. Один з учасників суперечки, Гази Ґерай, втік в Буджак і там зібрав навколо себе бунтівних ногайців, що мали намір вийти з підпорядкування Криму. Цей заколот був придушений Девлетом II Ґераєм.
Незабаром у хана виникли складнощі зовнішньополітичного характеру. Османська імперія, що уклала мир з Московією, залишала без уваги всі попередження хана, який повідомляв про плани Петра I продовжити війну на півдні. Девлет II Ґерай спробував організувати всупереч волі султана попереджувальний похід проти московитів, зібравши велике військо, але султан негайно позбавив влади його, відновивши на престолі Селіма I Ґерая.

## Друге правління
Друге правління Девлета II Ґерая ознаменувалося тим, що він підтримав намір Запоріжжя і гетьмана Івана Мазепи звільнити за допомогою Швеції Україну від московської залежності.
Після поразки шведсько-козацького війська під Полтавою хан дозволив козакам, які рятувалася від помсти московського царя, оселитися на території Кримського ханства в пониззі Дніпра. Також разом з багатотисячною ордою брав участь у поході Пилипа Орлика на Україну проти російської влади, здійснивши рейд на Слобожанщину.
Девлет II Ґерай постійно висловлював султанові свої побоювання про те, що Московія не має наміру довго дотримуватися умов миру і незабаром приступить до територіальних захоплень в Криму і коштом Османської імперії. Реакція султана була дуже слабкою через побоювання війни з Московським царством.

## Подальша доля
Знятий з престолу через формальний привод — звинувачення у неналежному поводженні з шведським королем Карлом XII, який шукав притулку в Османській імперії.
Відправлений з Кримського ханства на Родос, потім переселився в м. Візі (Османська імперія). Помер у Візі в 1719 р.